# Jiří Laburda
Jiří Laburda (* 3. April 1931 in Soběslav; † 30. Januar 2025 in Prag) war ein tschechischer Komponist.

## Leben
Die Liebe zur Musik wurde ihm elterlicherseits vorgelebt und von seinen Lehrern in Soběslav gefördert. Starken Einfluss auf seine musikalische Entwicklung nahmen auch die Komponisten Karel Hába und Zdeněk Hůla und der Musikwissenschaftler Eduard Herzog, bei denen er Privatschüler war. Zwischen 1952 und 1955 studierte er an der Pädagogischen Fakultät der Karls-Universität in Prag und von 1956 bis 1960 am Lehrerseminar in Prag. 1970 promovierte er mit der Dissertation Die Symphonien von Dmitri Schostakowitsch zum Doktor der Philosophie. 1973 vollendete er ein Buch über Diatonische Harmonie, weil er in den vorhandenen Studienbüchern didaktische Probleme auf diesem Gebiet feststellte.
Er lehrte an zahlreichen Lehrerseminaren und Institutionen in tschechischen Städten und gehörte von 1961 bis 2000 dem Lehrkörper der Pädagogischen Fakultät der Karls-Universität an. Er war Mitglied der Fakultät am Prager Konservatorium.
Kompositorisch wandte er sich anfänglich der Chormusik zu. Stilistisch tragen seine Werke neoklassizistische Züge.

## Auszeichnungen
- 1966: Oscar-Esplá-Preis für Missa Glagolitica
- 1968: Otto-Sprekelsen-Preis der Stadt Hannover für die Kantate Metamorphoses
- 1971: Preis des tschechoslowakischen Rundfunks für sein Klavierkonzert
- 1974: SACEM-UPAC-Preis in Paris für Prelude (Stück für Solo-Akkordeon)
- 1986: 1. Preis sowie Premio Cita in Trient für Zelený majerán (Zyklus für gemischten Chor)

## Werke

### Werke für Orchester
- 1957/1971 Suite Do-magiore für Streichorchester LabWV 37.
- 1961/1970 Burlesca für Horn und Orchester LabWV 27
- 1962 Concerto für Akkordeon und Streichorchester LabWV 62
- 1969 Concerto für Klavier und Orchester LabWV 25
- 1970 Les petits riens Suite für Orchester aus dem Ballett einaktiges Ballet auf Libretto von Vítězslav Nezval LabWV 23,ISMN M-2054-1629-4 Wolfgang G. Haas-Musikverlag Köln.
- 1975/1982 1. Symphony, LabWV 50
- 1977 Concertino für Trompete und Streichorchester LabWV 242, ISMN M-2054-0009-9 Wolfgang G. Haas-Musikverlag Köln.
- 1978/1990 Double Concerto für Violine, Violoncello und Streichorchester LabWV 238, ISMN M-2054-0009-9 Wolfgang G. Haas-Musikverlag Köln.
- 1978/1990–1991 Concerto für Orgel und Streichorchester LabWV 164.
- 1981 Pastorale für Flöte und Streichorchester LabWV 85
- 1983 Divertimento in Re für Streichorchester LabWV 106, ISMN M-50000-275-8 Wolfgang G. Haas-Musikverlag Köln.
- 1983 Festival Ouverture LabWV 100
- 1986 Concerto da camera für Violoncello und Orchester LavWV 118.
- 1987 Idolde und Dorabella LabWV 123 Buffo Oper in einem Akt ISMN M-2054-1299-9 Wolfgang G. Haas-Musikverlag Köln.
- 1997 Concerto für Fagott und Streichorchester LabWV 118
- 1998 Concerto für Fagott und Streichorchester LabWV 230, ISMN M-50000-687-9 Wolfgang G. Haas-Musikverlag Köln.
- 1998 2. Concerto für Violoncello und Streichorchester LabWV 238
- 1998 Concerto für Trompete und Streichorchester LabWV 242, ISMN M-2054-0009-9 Wolfgang G. Haas-Musikverlag Köln.
- 1998 Concerto für Posaune und Streichorchester Wolfgang G. Haas-Musikverlag Köln.
- 2002 Preludio augurale für Streicher LabWV 279, ISMN M-2054-0201-3 Wolfgang G. Haas-Musikverlag Köln.
- 2003 Sinfonie Nr. 3 "La Gioconda" LabWV 284, ISMN M-2054-0458-1 Wolfgang G. Haas-Musikverlag Köln.

### Werke für Blasorchester
- 2000 Adagio für Symphonisches Blasorchester und Schlagzeug
- 2000 Ouverture für Symphonisches Blasorchester und Schlagzeug
- 2002 2. Symphony für Symphonisches Blasorchester

### Werke für Klavier
- 1955/1995 1. Sonatina Re-minore für Klavier Wolfgang G. Haas-Musikverlag Köln.
- 1974/1998 Hommage a Frédéric Chopin für Klavier - 5 Walzer für Klavier Solo Wolfgang G. Haas-Musikverlag Köln.
- 1974 10 Short Dances and Airs für Klavier
- 1975 Little Diary 10 zumeist leichte Stücke für Klavier
- 1976 Zwei Polkas für Klavier
- 1976 3.Sonata für zwei Klaviere und 4 Schlagzeuger
- 1978 1. Piano Sonata „Hommage a Bohuslav Martinů“
- 1978 10 Little Polyphonic Pieces für Klavier
- 1984 2. Piano Sonata
- 1988 3. Piano Sonata
- 1988/1992 6 Romantische Walzer für Klavier
- 1991 Scherzo für zwei Klaviere
- 1994 Humeurs Dansantes 10 Stücke für Klavier
- 1994 Suite facile 5 Stücke für Klavier
- 1995 4. Piano Sonata
- 1996 5. Piano Sonata
- 1996 6. Piano Sonata „Giocosa“
- 1997 7. Piano Sonata „From the Provence“
- 1997 Three Melancolic Valses for Piano
- 1998 Five-Foil 5 Stücke für Klavier
- 1998 Week at the Piano 7 Stücke für Klavier
- 1998 South Bohemian Dances 4 Tänze für Klavier
- 1988 1.Sonata für zwei Klaviere
- 1988 2.Sonata für zwei Klaviere
- 1999 8. Piano Sonata „Ta eis heauton“
- 1999 Romanza für Klavier
- 1999 2. Sonatina La-maggiore für Klavier

### Werke für Orgel
- 1973 Präludium und Fuge für Orgel
- 1978/1990–1991 Concerto für Orgel und Streicher
- 1989 1. Sonata da Chiesa für Blechbläser-Quintett und Orgel
- 1990 2. Sonata da Chiesa für 2 Trompeten, 2 Posaunen und Orgel
- 1991/1992 15 weihnachtliches Präludien über tschechische Weihnachtslieder Band I, Band II, Band III
- 1991 Corale für Orgel
- 1991 Elegie für Sopran-Blockflöte, Violoncello und Orgel
- 1991 Elegie für Trompete, Horn und Orgel
- 1991 Triste für Trompete und Orgel
- 1991 Lontano für Alphorn (oder Horn in G) und Orgel
- 1992 1.Sonata für Orgel „Golgotha“
- 1993 Canto Pasquale für Trompete und Orgel
- 1993 2.Sonata für Orgel „Parabolae Sti Francisci“
- 1995 7 Kleine Präludien für Orgel
- 1996 Solenne für Trompete und Orgel
- 1996 Quattro Preludi für Orgel
- 1997 3. Sonata da chiesa „Nativitas Christi“ für Trompete und Orgel
- 1997 Suita Adventus et Nativitatis für 4 Blockflöten (SSAT) und Orgel
- 1997 3. Sonata für Orgel „Vita Sanctae Ludmillae“
- 1997 Preludi Ambrosiani 10 Präludien für Orgel
- 1999 4.Sonata für Orgel „Pentecoste“
- 1999 4. Sonata da chiesa für Trompete, Horn und Orgel
- 1999 Psalmus No. 62 „Deus meus“ für Sopran, Trompete und Orgel
- 1999 Variazioni di Natale für Trompete und Orgel

### Werke für Akkordeon
- 1962 Concerto für Akkordeon und Streicher
- 1975 Prelude für Akkordeon
- 1989 1. Sonata für Akkordeon solo
- 1993 Moto perpetuo für Akkordeon
- 1998 2. Sonata für Akkordeon solo
- 1999 Acco-Quartetto für Violine, Viola, Violoncello und Akkordeon
- 2000 Scherzo für Akkordeon
- 2000 Pantomima für Akkordeon
- 2000 Notturno für Akkordeon
- 2000 Trio giocoso für Flöte, Gitarre und Akkordeon
- 2000 Intimate Conversations für Violoncello und Akkordeon
- 2000/2002 Sonatina Sol-Maggiore für Violine und Akkordeon
- 2000/2002 Sonatina Do-Maggiore für Viola und Akkordeon

### Kammermusik
- 1956 Cavatina für Streich-Quartett
- 1969/1973 1. Kasace für Flöte, Klarinette, Horn, Trompete und Posaune
- 1972/1994 Rondo für 3 Violinen
- 1974 1. Blechbläser-Quintett
- 1978 2. Blechbläser-Quintett
- 1979 2. Kasace für Violine, Oboe d´amore (oder Klarinette), Percussion und Klavier
- 1979 3. Kasace für Bassklarinette und Percussion
- 1979 6 Invenzioni für 2 Trompeten und Posaune
- 1980 Duo für Gitarre und Kontrabass (oder Violoncello)
- 1980 Nonett für Blechbläser-Quintett, Klavier und 3 Schlagzeuger
- 1980 Terzett für 2 Trompeten und Klavier
- 1982 Dixie-Quintett für Klarinette, Trompete, Alt-Saxophon, Posaune und Klavier
- 1982 1. Streich-Quartett
- 1982 Drei Stücke für 2 Trompeten und Posaune
- 1983 2. Streich-Quartett (Aleatorisch)
- 1983/1997 Quintett für Flöte, Klarinette, Violine, Violoncello und Klavier
- 1984 Prager Brücken für Blechbläser-Quintett und Klavier
- 1987 3. Streich-Quartett
- 1987/1989 Menuett für Streich-Quartett
- 1987 Oktett für Bläser-Ensemble (2 Oboen, 2 Klarinetten, 2 Fagotte, 2 Hörner)
- 1987 Quartettino für 4 Flöten
- 1987 Ein kleines Trio für 3 Klarinetten
- 1991 Serenata in Fa für 4 Posaunen
- 1993 Partita für 6 Trompeten
- 1994 3 Capricci für 3 Violinen
- 1995 1. Suite für Saxophon-Quartett
- 1995 Tripartita für 3 Bassetthörner in F (oder für 3 Klarinetten)
- 1995 Divertimento - 2. Suite für Saxophon-Quartett
- 1996 Septuor für Klarinette B, Horn F, Fagott, Violine, Viola, Violoncello und Kontrabass
- 1996 4. Streich-Quartett
- 1996 Septett für Klarinette, Horn, Fagott, Violine, Viola, Violoncello und Kontrabass
- 1996 Entrate e Rittornelli für 5 Trompeten
- 1996 Quartett für 4 Hörner in F
- 1997 3. Blechbläser-Quintett „Di Natale“
- 2000 Terzetto in G für 3 Violinen
- 2001 Klavier-Quintett für Klavier, 2 Violinen, Viola und Violoncello
- 2001 Journeys Trio für Klavier, Violine und Violoncello
- 2001 Fistulares budvicense Trio für Flöte, Klarinet und Klavier
- 2002 Mährische Lieder 10 Mährische Volkslieder für 3-stimmigen Chor und Violoncello (oder für 3-st. Chor a cappella)

### Kantaten und Messen
- 1964 Missa glagolitica für 4 Solisten (SATB), gemischten Chor, Orgel, Blechbläser (4 Trompeten, 4 Hörner, 3 Posaunen, 1 Bass-Tuba) und 5 Schlagzeuger (Latein, oder Glagolitisch)
- 1966 Metamorphoses Kantate für 5 Solo Sängerinnen und Sänger (SATTB), Sprecher, gemischten Chor und Orchester
- 1969 Stabat Mater für gemischten Chor a cappella
- 1980 Hochzeit Kantate für 3-stimmigen Chor (SSA), Chor, Solo Stimmen und Klavier über Heimatgedichte
- 1985/1991/2000 Magnificat in Fa für 4 Solisten (SATB) und gemischten Chor a cappella (oder mit Orgel)
- 1990 Missa pastoralis für 2 Solisten (S, B), gemischten Choir und Orgel
- 1992/1994 Missa Cum cantu populi für Gemeindegesang, gemischten Choir, Trompete, Orgel und Streicher (auch ohne Streicher aufführbar)
- 1993 Missa Sistina für gemischten Chor a cappella (oder mit Orgel)
- 1993/1996 Missa clara für 2-3-stimmige Chöre (SSA oder TTB) und Orgel (oder mit Streichern)
- 1995/1997 Haec dies für gemischten Chor, Orgel und Pauken, oder mit Orgel, Pauken und Streichern
- 1997 Missa in Re für 3-stimmigen gemischten Chor (SAB) und Orgel
- 1998/2000 Missa in Fa für Bariton Solo und 3-stimmigen Chor (SSA) a cappella (oder mit Orgel)
- 2000 Missa brevis für 2-stimmigen Chor (SA) und Orgel (oder auch für 1 Flöte, Streicher und Orgel)
- 2001 Südböhmische Land-Hochzeit Kantate für 2-stimmigen Chor (SA), Chor-Solo Stimmen, Sprecher und Klavier (und „ad libitum“ auch für die folgenden möglichen Instrumente: Keyboard-speziell mit Orgel-Register, Vibraphon und Campana, MG-Tonband mit den Glocken, und Percussions: Becken, Große Trommel, 2 Tomtoms, Tamburin, Tamtam, Triangel, Campana, Campanetta, Vibraphon, Claves, Guiro, 2 Tempel-Blocks)
- 2001 Missa in Es - Rosenbergis für 4 Solisten (SATB), 3-stimmigen Chor (SSA) und Orgel
- 2002 Du kommst zu uns, kleiner Jesus Reihe von 10 tschechischen und mährischen Weihnachtsliedern, für 3-stimmigen Chor (SSA), Chor-Solo Stimmen und Orgel (und „ad libitum“ auch folgende Instrumente: Keyboard - speziell mit Klavier-Register, Vibraphon, Celesta, MG-Tonband mit Glocken, und Percussions: Becken, Große Trommel, kleine Trommel, Triangel, Tamburin, 2 Tomtoms, 3 Temple Blocks, Claves und Sonagli)

### Chormusik
- 1970 Ut omnes homines vivant humaniter Hymnus - Text: Jan Amos Komenský (Latein, Englisch)
- 1977 Dolcissima mia vita Madrigal - (Italienisch)
- 1986 Veris leta facies Madrigal - (Latein)
- 1989 Confession Hymnus - Text: Jan Amos Komenský (Tschechisch)
- 1982 Green Majoran 3 Chöre - (Slowakisch)
- 1971 Brigand Songs 3 Chöre - (Deutsch, Mährisch)
- 1974 Shepherds 3 Chöre - (Mährisch)
- 1994 Ford on the River 3 Chöre - (Mährisch)
- 1985 Wasser, Wasser,… Chor - Text: Václav Fischer (Tschechisch)
- 1979 An meine Heimat -To my Country Hymnus - Text: Jaroslav Seifert (Tschechisch)
- 1983 Land am Tabor - Country at Tabor Hymnus - Text: Antonín Sova (Tschechisch)
- 1959 Friedhof im Wald - Cemetery in the Forest für gemischten Chor - Text: Josef Hora
- 1996 Drei Liebeslieder 3 Chöre - Text: Karl Wolfgang Barthel (Deutsch)
- 1997 Adeste Fideles Geistlicher Choral - (Latein)
- 1968 Drei Slowakische Volkslieder 3 Volkslieder für gemischten Chor (optional mit Klavier) - (Englisch, Slowakisch)
- 1983 Reise nach Tabor 4 Südböhmische Volkslieder - (Deutsch, Tschechisch)
- 1997 Sieben Tschechische Volkslieder - (Tschechisch)
- 1997 Alte Tschechische Choräle 5 Choräle für gemischten Chor
- 1993 Zwei baskische Volkslieder - (Baskisch)
- 1991 St Agnes Geistliche Lieder für gemischten Chor a cappella, oder mit Orgel (Tschechisch)
- 1980 Zu Hause Hymnus für gemischten Chor und Orgel (oder Klavier) - Text: František Nechvátal - (Tschechisch)
- 1992/2000 Regina mundi dignissima für gemischten Chor a cappella, oder mit Orgel, (oder mit Orgel und Streicher)
- 1993 Te lucis ante terminum für gemischten Chor und Orgel
- 1999 Tu es Deus für gemischten Chor und Orgel
- 1999 Confitebor Tibi, Domine für Sopran Solo, gemischten Chor und Orgel
- 1993 Ave Regina für gemischten Chor und Orgel
- 1978/1998 Enamoured für 2 Männer Chöre
- 1985 Zwei Männer Chöre über Mährische Volksdichtungen
- 1976 Mattona mia cara Madrigal über einen italienischen Renaissance Text für Männerchor
- 1991 Ut omnes homines vivant humaniter (Version für Männerchor) - Text: Jan Amos Komenský (Latein, Englisch)
- 1966/1999 Der Pilger 3 Männerchöre über Texte von Rabindranath Tagore
- 1985 Memento für Männerchor und Klavier auf einen lateinischen Text von Horatius
- 1970 Drei Südböhmische Volkslieder - (Deutsch, Tschechisch)
- 1970/1991 Rund um die Stadt Soběslav 9 Südböhmische Volkslieder
- 1992 Dov'e quel Bambinelo Italienisches Weihnachtslied
- 1994/1996 Zwei alte Tschechische Choräle für 3-stimmigen Chor
- 1999 Drei alte Tschechische Choräle für 3-stimmigen Chor

### Bühnenwerke
- 1987 Isoldi und Dorabella Buffo-Oper in 1 Akt - Libretto: Antonín Kučera ISMN M-2054-1299-9 Wolfgang G. Haas-Musikverlag Köln.
- 1970 Les petits riens Ballett in 1 Akt - Libretto: Vítězslav Nezval LabWV 23,ISMN M-2054-1629-4 Wolfgang G. Haas-Musikverlag Köln.